# SCIN
SCIN‏ (Scinderin) هوَ بروتين يُشَفر بواسطة جين SCIN في الإنسان.